# Adaptation intelligente de la vitesse
Le système d'adaptation intelligente de la vitesse (AIV en français ; ou ISA pour « Intelligent Speed Assistance » ou « Intelligent Speed Adaptation » en anglais) est un système d'aide à la conduite automobile qui évite au véhicule de dépasser une vitesse limitée. Ainsi, en cas d'excès de vitesse, le véhicule peut alerter le conducteur humain, voire réduire automatiquement sa vitesse.
Ce système devrait à terme être installé par défaut sur tous les véhicules neufs vendus dans un État membre de l'Union européenne ou au Royaume-Uni à partir de juillet 2024.

## Fonctionnement
L'ISA utilise les données concernant la route pratiquée pour déterminer la vitesse requise. L'information peut être obtenue par géolocalisation, prenant en compte des tables de vitesse pré-connues, et en interprétant le contexte routier tel que la signalisation routière. Les systèmes ISA sont conçus pour détecter et avertir le conducteur quand le véhicule est soumis à une nouvelle limitation de vitesse, ou lorsque différentes limitations de vitesse peuvent être en vigueur en fonction du contexte (heure, nuit, pluie, travaux, etc.). Plusieurs systèmes ISA fournissent également des informations sur des zones à risque (tel que zones de grands mouvements de piétons, passages à niveau, écoles, hôpitaux), limites de vitesse contrôlées par des radars routiers, et radars de feu rouge. Le but de l'ISA est donc d'assister le conducteur pour maintenir la vitesse réglementaire.

## Réglementation européenne
Dans l'Union européenne et au Royaume-Uni, l'adaptation intelligente de la vitesse doit devenir obligatoire sur les nouveaux modèles de véhicules en juillet 2022 et sur les véhicules neufs en juillet 2024. Les estimations font espérer une réduction de la mortalité de 20 %.
Au début, les systèmes intelligents d'adaptation de la vitesse cherchent à améliorer le limiteur de vitesse en adoptant la vitesse du véhicule à la vitesse maximale autorisée sur une route donnée

### Définition légale
« « adaptation intelligente de la vitesse » : un système destiné à aider le conducteur à maintenir une vitesse appropriée à l’environnement routier au moyen d’une réaction prévue à cette fin et appropriée »

— Règlement (UE) 2019/2144 du parlement européen et du conseil du 27 novembre 2019

### Exigence fonctionnelle
« la réaction appropriée et prévue à cette fin est fondée sur des informations relatives aux limitations de vitesse obtenues par l’observation des panneaux et signaux routiers, sur la base des signaux de l’infrastructure ou de données de cartes électroniques, ou les deux, disponibles à bord du véhicule »

— Règlement (UE) 2019/2144 du parlement européen et du conseil du 27 novembre 2019
En juin 2021, une annexe du règlement délégué précise les règles détaillées relatives aux procédures d'essai et aux prescriptions techniques spécifiques pour la réception par type des véhicules à moteur en ce qui concerne leurs systèmes d'adaptation intelligente de la vitesse.
Il s'agit du règlement délégué (UE) 2021/1958 du 23 juin 2021.
Au sens du règlement délégué (UE) 2021/1958 de la Commission du 23 juin 2021: «Un système d’adaptation intelligente de la vitesse (ISA) comporte une fonction d’information concernant la limite de vitesse (SLIF) et soit une fonction d’avertissement concernant la limite de vitesse (SLWF), soit une fonction de régulation de la vitesse (SCF).».

### Fonctionnement limité
« Il devrait être possible d’éteindre le système d’adaptation intelligente de la vitesse, par exemple lorsqu’un conducteur constate des avertissements erronés ou des réactions non pertinentes du fait de mauvaises conditions météorologiques, de marquages routiers temporairement contradictoires dans des zones en travaux, ou de panneaux de signalisation routière trompeurs, défectueux ou manquants. Il convient que cette caractéristique permettant l’extinction du système soit sous le contrôle du conducteur. Le système d’adaptation intelligente de la vitesse devrait permettre que l’extinction reste activée aussi longtemps que nécessaire et que le système soit réenclenché aisément par le conducteur. Lorsque le système est éteint, le véhicule peut fournir des informations sur les limitations de vitesse. Le système devrait être systématiquement activé lors du démarrage du véhicule et il convient que le conducteur soit toujours averti de l’état du système. »

— Règlement (UE) 2019/2144 du parlement européen et du conseil du 27 novembre 2019

### Adoption
Adoption une étude britannique indique que 46% des conducteurs britanniques de nouveaux véhicules n'ont pas adopté le système ISA contre 54% qui l'utilisent.

## Réglementation indienne
En Inde, la fonction d'avertissement de dépassement de vitesse est obligatoire sur les nouvelles voitures depuis le 1er juillet 2019, mais ne peut être ni dépassée ni désactivée.

## Perspectives aux États-Unis
Depuis 2017, le Conseil national de la sécurité des transports (NTSB) demande à l'agence fédérale pour la sécurité routière (NHTSA) la mise en place de l'adaptation intelligente de la vitesse. La NHTSA a recommandé deux fois cette fonctionnalité sans qu'elle ne devienne une demande urgente.

## Critiques
Selon une source luxembourgeoise, en Allemagne seul 26 systèmes sur 46 obtiennent une note de 4/10. D'après ce site il serait dangereux d'activer en même temps (ou simultanément) ce système et le régulateur adaptatif, sur certains véhicules.

## Limitations et efficacité
La technologie d'adaptation intelligente de la vitesse peut se heurter à des difficultés techniques telles que des panneaux non lisibles, des cartes de navigation qui ne seraient pas à jour ou des limitations de vitesse temporaires dues à des travaux par exemple,.